# The Search (pel·lícula de 2014)
The Search és una pel·lícula francesa del 2014 escrita, dirigida, produïda i coeditada per Michel Hazanavicius i coproduïda per Thomas Langmann. La pel·lícula narra el drama d'un nen tetxè, una treballadora d'una organització pro-Drets Humans i un soldat rus durant la Segona Guerra de Txetxènia, en el que ha estat considerada una nova versió del drama post-Holocaust guanyador d'un l'Oscar el 1948, també anomenat The Search, dirigit per Fred Zinnemann. The Search (2014) va ser seleccionada per a la secció competitiva del Festival de Canes del 2014.

## Repartiment
- Bérénice Bejo (Carole)
- Annette Bening (Helen)
- Maksim Emelyanov (Kolia)
- Abdul Khalim Mamutsiev (Hadji)
- Zukhra Duishvili as (Raïssa)
- Lela Bagakashvili as (Elina)
- Yuriy Tsurilo (Coronel)
- Anton Dolgov (soldat)
- Mamuka Matchitidze (pare)
- Rusudan Pareulidze (mare)